# Ahmet Kesim
Ahmet Kesim, né le 5 janvier 1990 à Borçka dans la province d'Artvin est un footballeur turc qui joue actuellement pour l'équipe junior de Galatasaray SK.

## Carrière nationale
Ahmet Kesim est formé au club de Imesspor. Le 12 septembre 2002, à l'âge de 12 ans il rejoint le centre de formation de Galatasaray SK lors d'une séance de détection de futur bon joueur.
Le 2 septembre 2007 à l'âge de 17 ans il joue son premier match avec l'équipe junior de Galatasaray PAF contre Manisaspor PAF victoire 2-0 à l'extérieur.
Le 10 mai 2008 il marque son premier but avec l'équipe junior de Galatasaray PAF à domicile contre Gençlerbirliği OFTAŞ PAF victoire 6-3.

## Carrière internationale
Le 22 novembre 2005, il est sélectionné pour la première fois avec la Turquie -16 ans pour y affronter l'équipe de Bulgarie -16 ans à domicile, victoire 2-0.